# Vízipók-csodapók (televíziós sorozat)
A Vízipók-csodapók magyar televíziós rajzfilmsorozat, amelynek főszereplői Vízipók és Keresztespók. Vízipók otthona a vízalatti Kristálypalota. Legjobb barátaik az algaszedő vízicsigák, Katica, kis hangyák, méhecske, hátonúszó poloska, Nünüke és az ormányosbogár. Kalandjaik során még találkoznak Csíbor bácsival, Rák apóval, kecskebékával, hőscincérrel, tegzesekkel és egyéb lakóival a rovarvilágnak.

## Rövid tartalom
Vízipók barátunk a szárazföldi pókoktól eltérően nem a szobák sarkaiban vagy a fák és bokrok rejtekében szövögeti hálóját, hanem a vízalatti légvárában trónol. Csodálkozik is ezen legjobb barátja, a kicsit mindig morgós és folyton-folyvást hitetlenkedő Keresztespók. De kapcsolatuk segítségével megtapasztalja, hogy attól, hogy valaki más, mint ő, még lehet igazán "rendes" pók.

## Alkotók
A Vízipókból három széria készült, az első 1975/76-ban, a második 1980-ban, a harmadik 1985-ben összesen 39 epizóddal, a Magyar Televízió megrendelésére is. Az  első két szériát a budapesti Pannónia Filmstúdióban készítették, majd a Kecskemétfilm Kft. vette át a 3. széria elkészítését.
- Rendezte: Szabó Szabolcs, Haui József (2. és 3. évadban), Szombati Szabó Csaba (1. évadban)
- Írta: Bálint Ágnes, Kertész György
- Dramaturg: Bálint Ágnes (2 évadban), Sarkadi Ilona (1. évad 2. részében), Szentistványi Rita (3. évadban)
- Zenéjét szerezte: Pethő Zsolt
- Főcímdalszöveg: Bálint Ágnes
- Ének: ?
- Operatőr: Barta Irén, Cselle László, Henrik Irén, Losonczy Árpád, Magyar Gyöngyi, Polyák Sándor, Pugner Edit, Somos László[1]
- Segédoperatőr: Janotyik Frigyes (1. évad 3. részében), Pethes Zsolt (2. évadban)
- Hangmérnök: Bársony Péter
- Hangasszisztens: Zsebényi Béla
- Effekt: Boros József
- Vágó: Czipauer János, Völler Ágnes (3. évadban)
- Tervezte: Szabó Szabolcs, Haui József
- Háttér: Farkas Antal, Molnár Péter, N. Csathó Gizella (3. évadban), Neuberger Gizella
- Rajzolták: Balajthy László, Bátai Éva, Farkas Antal, Görgényi Bettina, Hajdu Mariann, Haui József, Hegedűs László, Hegyi Füstös László, Hernádi Oszkár, Hirt Sándor, Kaszner Margit, Katona János, Kecskeméti Ilona, Király László, Kricskovics Zsuzsa, Liliom Károly, Lőrincz László, Lőrincz Mariann, Madarász Zoltán, ifj. Nagy Pál, Neuberger Gizella, Szombati Szabó Csaba, Szűcs Édua, Tóth Pál, Újváry László, Vágó Sándor, Váry Ágnes
- Kihúzók és kifestők: Bajusz Pálné, Fejes Margit, Gaál Erika, Gömöry Dorottya, Gulyás Kis Ágnes, Jankovics Ilona, Jávorka Márta, Kiss Mária, Lukács Lászlóné, Major Andrásné, Miklós Katalin, Moravcsik Ágnes, Rouibi Éva, Szabó Lászlóné, Széchenyi Istvánné, Varga Béláné, Zimay Ágnes, Zoboki Mariann
- Munkatársak: Bányász Bea, Bende Zsófi, Gyöpös Katalin, Királyházi Jenőné, Törőcsik Jolán, Varga Béláné
- Asszisztensek: Bábel Anita, Hajdu Mariann, Halasi Éva, Horváth Márta, Janotyik Frigyes, Kovács Magdolna, Varró Lászlóné
- Színes technika: György Erzsébet (2. évadban), Kun Irén (1. évadban), Szabó László (3. évadban)
- Felvételvezető: Gödl Beáta[1]
- Gyártásvezető: Doroghy Judit (1. évadban), Vécsy Veronika
- Produkciós vezető: Imre István, Mikulás Ferenc

- A laboratóriumi munkák a Magyar Filmlaboratórium Vállalatnál készültek
- Készítette a Magyar Televízió megbízásából a Pannónia Filmstúdió

Források:

## Szereplők
| Szereplő                              | Hang |
| ------------------------------------- | --- |
| Vízipók                               | Pathó István |
| Keresztespók                          | Harkányi Endre |
| Fülescsiga                            | Telessy Györgyi (1. évadban) Móricz Ildikó (2. évadban) |
| Rózsaszín vízicsiga                   | Géczy Dorottya |
| Kék vízicsiga                         | Felföldi Anikó Kútvölgyi Erzsébet (1. évad 4. részében) |
| Barna vízicsiga                       | Benkő Márta (1. évadban) Felföldi Anikó (2. évadban) |
| Katica                                | Gyurkovics Zsuzsa Benkő Márta (2. évad, 3. részében) Detre Annamária (1. évad 1. részében)                                                                         |
| Szürke hangya                         | Voith Ági (1. évad 1. részében) Csala Zsuzsa (1. évad 13. részében) Benkő Márta (2. évadban)                                                                       |
| Narancssárga hangya                   | Hacser Józsa (1. évad 1. részében) Mányai Zsuzsa (1. évad 13. részében, 2. évadban)                                                                                |
| Méhecske                              | Borbás Gabi (1. évad 2. részében) Császár Angela (1. évad 9. részében) Szűr Mari (2. évad 4. részében) Benkő Márta (2. évadban) Halász Judit (3. évad 3. részében) |
| Hátonúszó                             | Velenczey István |
| Mérges béka                           | Balázs Péter |
| Tegzesek                              | Deák B. Ferenc Maros Gábor Szalay Imre |
| Legyek                                | Békés Itala Békés Rita Mányai Zsuzsa Mikó István |
| Rózsaszín vízibolha                   | Gyurkovics Zsuzsa (1. évad 5. részében) Czigány Judit (1. évad 13. részében)                                                                                       |
| Zöld vízibolha                        | Verebély Iván |
| Levendulaszínű vízibolha              | Telessy Györgyi |
| Szitakötőlárva                        | Császár Angela |
| Éles csiga                            | Deák B. Ferenc |
| Molnárkák                             | Faragó József Téri Sándor Sinkovits-Vitay András |
| Levelibéka                            | Gyabronka József (1. évad 8. részében) Mikó István (3. évad 5. részében)                                                                                           |
| Rák apó                               | Kőmíves Sándor |
| Kecskebéka mama                       | Tábori Nóra |
| Béka óvóbácsi                         | Szoó György |
| Nagy béka apuka                       | Szoó György |
| Vízicsiga gyerekek                    | 1. évadban Andai Katalin Detre Annamária 2. évadban Besztercei Zsuzsa Paraszkai Erika                                                                              |
| Nagy béka fiú                         | Tahi Tóth László |
| Csibor bácsi                          | Képessy József |
| Hőscincér                             | Paudits Béla |
| Ormányosbogár                         | Miklósy György |
| Giliszta apuka                        | Miklósy György |
| Szentjánosbogár                       | Miklósy György |
| Hidra                                 | Horkai János |
| Nagymester (darázs)                   | Horkai János |
| Kandicsrák                            | Fónay Márta |
| Méhkirálynő                           | Fónay Márta |
| Mimi (sárga virágpók)                 | Némedi Mari |
| Lila vízicsiga                        | Némedi Mari |
| Árvaszúnyog vörös lárva #2            | Némedi Mari |
| Kri (kék virágpók)                    | Paraszkai Erika |
| Galacsinhajtó bogár                   | Paraszkai Erika |
| Idősebbik orsócsiga lánytestvér       | Békés Itala |
| Fiatalabbik orsócsiga lánytestvér     | Mányai Zsuzsa |
| Méhecske társa                        | Mányai Zsuzsa |
| Giliszta anyuka                       | Mányai Zsuzsa |
| Nünüke                                | Hacser Józsa |
| Sáskák                                | Sebestyén András Szatmári György Sziki Károly |
| Szöcskék                              | Gergely Róbert Kovács Titusz Mikó István |
| Hátonúszó családja (felesége és fiai) | Vay Ilus |
| Darázslány                            | Földessy Margit |
| Árvaszúnyog vörös lárva #1            | Földessy Margit |
| Fűrészeslábú szöcske                  | Gálvölgyi János |
| Darázs #2                             | Gálvölgyi János |
| Dongó                                 | Csurka László |
| Szürke orrszarvúbogár                 | Csurka László |
| Lótücsök                              | Kaló Flórián |
| Ormányos bogár lánya                  | Besztercei Zsuzsa |
| Hangyakirálynő                        | Pádua Ildikó |
| Halacska                              | Csala Zsuzsa |
| Éti csiga                             | Csala Zsuzsa |
| Ájtatos manó (imádkozó sáska)         | Benedek Miklós |
| Szúbogár anyuka                       | Győri Ilona |
| Bánatos özvegy (pók)                  | Győri Ilona |
| Pillangó                              | Menszátor Magdolna |
| Keringőbogár                          | Tarján Péter |
| Darázs #3                             | Tarján Péter |
| Barna orrszarvúbogár                  | Farkas Antal |
| Zöld vízicsiga                        | Pálos Zsuzsa |
| Árvaszúnyog vörös lárva #3            | Pálos Zsuzsa |
| Gyalogcincérek                        | Korcsmáros György Varga Zoltán |
| Meztelen csiga                        | Czigány Judit |
| Ászkarák                              | Báró Anna |
| Mezei tücsök                          | Rátóti Zoltán |
| Kaszás doktor                         | Kenderesi Tibor |
| Darázs #1                             | Fillár István |
| Falipók                               | Fillár István |
| Állaspókné                            | Schubert Éva |

## Epizódok
Fő szócikk: A Vízipók-csodapók epizódjainak listája
| 1. évad (1975) | 2. évad (1980) | 3. évad (1985) |
| --- | --- | --- |
| 1. Búcsú a csigaháztól 2. Légnadrág 3. Vízalatti házikók 4. Kristálypalota 5. Miért ugrál a vízibolha? 6. Hazudik-e a szitakötőlárva? 7. A csigalift 8. Árnyék a víz alatt 9. A rák új ruhája 10. Békabölcső 11. Buborék nyaklánc 12. Neveletlen szúnyoglárvák 13. Csibor bácsi csomagol | 1. Úszik a csigaház 2. Csaláncsípés 3. A kandicsrák kincsei 4. Katicáék csemegéje 5. Életmentés 6. Volt háló, nincs háló 7. Az új háló 8. Csigaház ajtóval 9. A sáska nem szöcske 10. A tojáscsősz 11. Te mit sportolsz? 12. Víz alatt, föld alatt 13. A veszélyes homoktölcsér | 1. Eltáncolt üzenetek 2. Vándorló levelek 3. Az élelmes gyerekek 4. Az orvvadász 5. Felhő a tó felett 6. A kellemetlen szomszédság 7. Vendégek a tóban 8. A párbaj 9. A zavaros víz 10. Mindenki tévedhet 11. A nagy kirándulás 12. Az öreg doktor 13. Őszi szél |
| Speciális epizód | | |
| A téli álom | | |

A rajzfilmsorozat első két szériája 2002-ben DVD-n is megjelent, majd 2006-ban harmadik szériával együtt a Mokép gondozásában, később digitálisan felújított változatát 2014-ben az MTVA, majd 2018-ban pedig a ProVideo forgalmazásában kiadták.

## Címváltozatok
- Angol: Waterspider-Wonderspider
- Arab: بيت الأصدقاء
- Cseh: Dobrodružství kouzelného vodního pavoučka, Kouzelný pavouk
- Szlovák: Čarovný pavúk
- Fárszi: عنکبوت آبی
- Héber: עכבישי-המים
- Holland: Waterspin Wonderspin
- Lengyel: Pająk chwat wszystkich brat
- Német: Wasserspinne Wunderspinne, Die Wasserspinne

## Érdekességek
- Az első évad néhány epizódján (A csigalift, a Buborék nyaklánc és a Neveletlen szúnyoglárvák című epizódjain) egyformán mutatja be a szinkronhangok neveit. Pl.: hangok: Pathó István, Kőműves Sándor, Telessy György, Géczy Dorottya, Kútvölgyi Erzsi, Andai Kati, Detre Annamária. A szinkronhangok a Buborék nyaklánc című epizód szereposztására vonatkozik.
- A második évad Víz alatt, föld alatt című epizódjának stáblistáján hibásan szerepel a dongó szinkronhangjaként Csurka István (politikus), Csurka László helyett, aki valójában a hangját kölcsönözte. A sorozat filmváltozatában ezt javították, és Csurka László felkerült a szinkronhangok közé.
- A sorozat ötletgazdája Bálint Ágnes dr. Kertész Györgyöt, az ELTE Állatrendszertani Tanszékének docensét kérte fel a figurák és a történet szakszerű kidolgozására.[30][31]
- A harmadik évadhoz új főcímdal készült. A dalszöveget Bálint Ágnes írta, zenéjét pedig Pethő Zsolt szerezte. Ami úgy szól: „Jön jön jön a Vízipók / Várják már apró lakók. / Vízivilág ha feltárul / és sok-sok csodát is elárul”. Ebből sláger is lett: 1987-ben Popej és a többiek című hanglemezen Pálos Zsuzsa előadásában, egy kicsit eltérő szöveggel.
- 1985-ben Bálint Ágnes könyvet is írt a sorozat alapján Micsoda pók a Vízipók! címmel, Szabó Szabolcs rajzaival, mely mind a történetben, mind az illusztrációkban sok mindenben eltér a rajzfilmsorozattól.
- A részek többségében, amikor minden jóra fordul, vagy valami mással végződik a dolog, akkor Keresztespók mindig azt sóhajtja különböző hangsúlyozásokkal: "Te, Vízipók-csodapók!" vagy "Hát ez a Vízipók... ez egy Csodapók!"
- 2015. november 11-én a TV2 műsorvezetőjének, Vujity Tvrtkónak fejéből pattant ki az a nagyon kézenfekvő ötlet, hogy a sokak által kritizált albínó puli, Bol-Dog helyett legyen Vízipók a budapesti úszó-világbajnokság új kabalaállata. Az ötletnek a sorozat írója, Kertész György is nagyon örült. (Végül a VB a tündérrózsát választotta)[32][33][34][35][36] A 2020-as budapesti vízilabda-Európa-bajnokságnak viszont valóban a Vízipók lett a kabalafigurája, bár a jelmez első változatát ért kritikák után újra kellett tervezni.